# Antenas de parche
Las antenas de parche son antenas que proceden de la tecnología conocida como microstrip. Sin embargo, no deben confundirse dichos términos. Una antena microstrip, es aquella antena que posee una alimentación mediante una línea microstrip; sin embargo, una antena de parche es aquella cuya geometría procede una línea microstrip y que se compone de al menos los siguientes tres componentes:
- Plano de masa inferior.
- Sustrato dieléctrico por encima de dicho plano de masa.
- Un elemento radiante que se sitúa justo encima de dicho sustrato.

## Alimentación
La alimentación de una antena de parche, puede realizarse mediante una línea microstrip, pero existen otras técnicas de alimentación:
- alimentación mediante una conexión coaxial.
- alimentación mediante una línea stripline.
- alimentación mediante una ranura.
- alimentación mediante una guía de ondas coplanar.
- alimentación mediante una ranura acoplada.
- alimentación mediante otra antena de parche por acoplo.

## Ventajas y desventajas
Las principales ventajas de este tipo de antenas son:
- Se trata de una estructura plana.
- Presenta un bajo peso.
- Es fácil de fabricar.
- Por tanto, tiene bajo coste.

Las desventajas son:
- Excitan ondas de superficie, que conviene tener en cuenta y en su caso eliminar.
- Presentan modos de orden superior.
- Tiene bajas eficiencias.
- Son de banda estrecha.
- Tienen baja pureza de polarización.

Conviene resaltar que relativo a las eficiencias de este tipo de antenas existen ciertas discrepancias. En primer lugar, el modo fundamental de un parche en geometría no cortocircuitada, es decir, el {\displaystyle TM_{11}} (terminología de geometría circular) presenta eficiencias que pueden estar por encima del 99%. Sin embargo, es cierto, que modos de orden más elevado o incluso el primer modo de geometrías cortocircuitadas (el {\displaystyle TM_{01}}) pueden presentar eficiencias más bajas. Por otro lado, las nuevas antenas de parche miniaturizadas, basadas en resonancias, como pueden ser las PIFA (Planar Inverted F Antenna) pueden presentar eficiencias más bajas. Sin embargo, esto ocurre igualmente en cualquier tipo de antena, por lo que no se podría introducir como una desventaja real de las antenas de parche.

## Modos de radiación
Dependiendo de la geometría elegida, la distribución de modos puede ser diferente:
- Geometría circular. La distribución de modos es: {\displaystyle TM_{11}}, {\displaystyle TM_{21}}, {\displaystyle TM_{01}}, ...
- Geometría circular con cortocircuito. La distribución de modos es: {\displaystyle TM_{01}}, {\displaystyle TM_{11}}, {\displaystyle TM_{21}}, ...
- Geometría rectangular. La distribución de modos es: {\displaystyle TM_{10}}, {\displaystyle TM_{20}}, {\displaystyle TM_{11}}, ...

Sólo se han anotado los primeros modos puesto que los superiores apenas se utilizan en la práctica, dado que implican un tamaño de la antena muy elevado.

## Influencia del sustrato
El sustrato tiene dos características importantes. En primer lugar, se encuentra su espesor. Un aumento del espesor provoca un aumento de la eficiencia de radiación de la antena, aunque también un aumento de las pérdidas en el dieléctrico, así como un aumento de las ondas de superficie. En segundo lugar, se encuentra su constante dieléctrica. Bajas constantes dieléctricas llevan asociadas mejores eficiencias de radiación, menos pérdidas en el dieléctrico y una disminución de las ondas de superficie.
|  |